# Амурский бассейновый округ

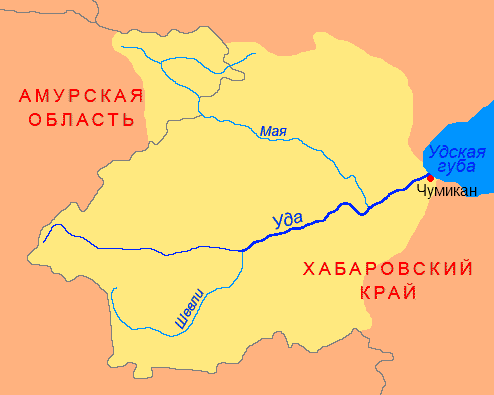
Бассейн реки Уда

Бассейн реки Амур

Амурский бассейновый округ — один из 20 бассейновых округов России (согласно ст.28 Водного Кодекса).
Появился в 2006 году с целью выделения особой области использования и охраны водных объектов рек Дальнего Востока России и связанных с ним подземных водных объектов.
Подразделы Амурского бассейнового округа выделяются цифровым кодом 20.
Подразделяется на:
- 20.01 — Бассейны рек Охотского моря от хр. Сунтар-Хаята до Уды
  - 20.01.00 — Бассейны рек Охотского моря от хр. Сунтар-Хаята до Уды[1]
    - 20.01.00.001 — Реки бассейна Охотского моря от северо-восточной границы бассейна р. Иня до границы бассейна р. Уда

- 20.02 — Уда
  - 20.02.00 — Уда[2]
    - 20.02.00.001 — Уда

- 20.03 — Амур
  - 20.03.01 — Шилка (российская часть бассейна)[3]
    - 20.03.01.001 — Ингода от истока до г. Чита
    - 20.03.01.002 — Ингода от г. Чита до устья
    - 20.03.01.003 — Онон
    - 20.03.01.004 — Шилка
    - 20.03.01.200 — Бассейны озёр Барун-Торей и Зун-Торей

  - 20.03.02 — Аргунь (российская часть бассейна)[4]
    - 20.03.02.001 — Аргунь

  - 20.03.03 — Амур от слияния Шилки и Аргуни до впадения Зеи (российская часть бассейна)[5]
    - 20.03.03.001 — Амур от истока до впадения р. Зея

  - 20.03.04 — Зея[6]
    - 20.03.04.001 — Зея от истока до Зейского г/у
    - 20.03.04.002 — Зея от Зейского г/у до впадения р. Селемджа
    - 20.03.04.003 — Селемджа
    - 20.03.04.004 — Зея от впадения р. Селемджа до устья

  - 20.03.05 — Бурея[7]
    - 20.03.05.001 — Бурея от истока до Бурейского г/у
    - 20.03.05.002 — Амур от впадения р. Зея до впадения р. Бурея без р. Бурея до Бурейского г/у

  - 20.03.06 — Амур между впадением Буреи и Уссури (российская часть бассейна)[8]
    - 20.03.06.001 — Амур от впадения р. Бурея до г. Хабаровск без р. Уссури

  - 20.03.07 — Уссури[9]
    - 20.03.07.001 — Сунгача, вкл. оз. Ханка
    - 20.03.07.002 — Уссури от истока до впадения р. Большая Уссурка без р. Сунгача
    - 20.03.07.003 — Большая Уссурка
    - 20.03.07.004 — Бикин
    - 20.03.07.005 — Хор
    - 20.03.07.006 — Уссури от впадения р. Большая Уссурка до устья без рр. Бикин и Хор

  - 20.03.08 — Амгунь[10]
    - 20.03.08.001 — Амгунь

  - 20.03.09 — Амур от впадения Уссури до устья[11]
    - 20.03.09.001 — Амур от г. Хабаровск до г. Комсомольск-на-Амуре
    - 20.03.09.002 — Амур от г. Комсомольск-на-Амуре до устья без р. Амгунь
    - 20.03.09.003 — Реки бассейна Охотского моря от границы бассейна р. Уда до мыса Лазарева без р. Амур
    - 20.03.09.100 — Острова Охотского моря в пределах внутренних морских вод и территориального моря РФ, прилегающего к береговой линии гидрографической единицы 20.03.09

- 20.04 — Бассейны рек Японского моря
  - 20.04.00 — Бассейны рек Японского моря[12]
    - 20.04.00.001 — Реки пролива Невельского и бассейна Японского моря от мыса Лазарева до северной границы бассейна р. Самарга
    - 20.04.00.002 — Реки бассейна Японского моря от северной границы бассейна р. Самарга до восточной границы бассейна р. Партизанская
    - 20.04.00.003 — Реки бассейна Японского моря от восточной границы бассейна р. Партизанская до восточной границы бассейна р. Раздольная
    - 20.04.00.004 — Реки бассейна Японского моря от восточной границы бассейна р. Раздольная до р. Туманная (граница РФ с КНДР)

- 20.05 — Бассейны рек о. Сахалин
  - 20.05.00 — Бассейны рек о. Сахалин[13]
    - 20.05.00.001 — Сусуя
    - 20.05.00.002 — Водные объекты о-ва Сахалин без бассейна р. Сусуя
    - 20.05.00.003 — Курильские острова